# Kraftwerk Loy Yang

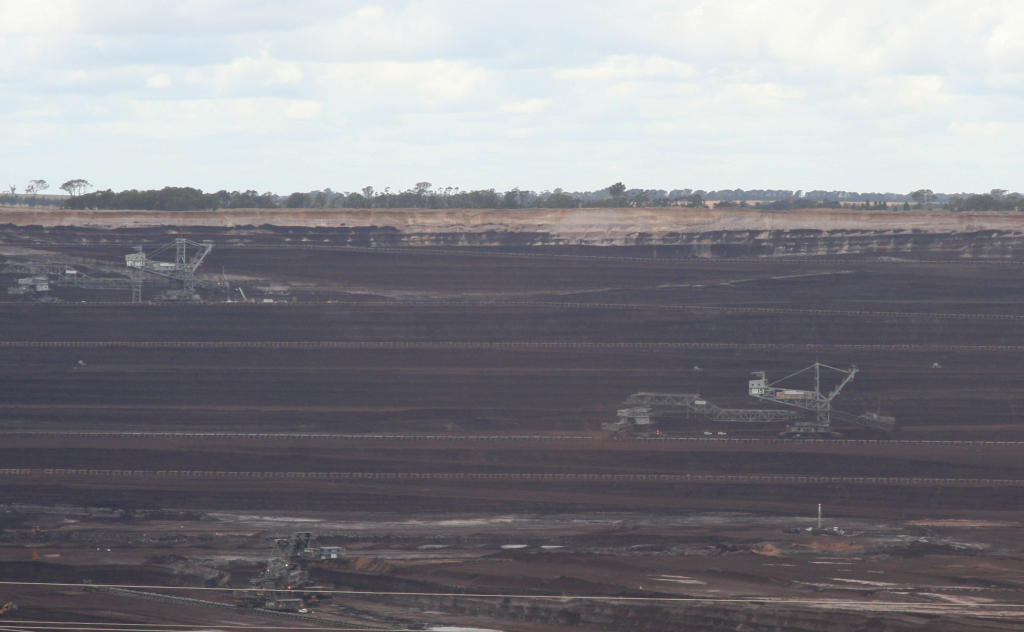
Braunkohletagebau mit Schaufelradbaggern nahe dem Kraftwerk

Das Kraftwerk Loy Yang ist ein mit Braunkohle betriebenes Kohlekraftwerk im australischen Bundesstaat Victoria. Es befindet sich nahe der Stadt Traralgon, dient der Abdeckung von Grundlast und produziert ca. 1/3 der benötigten elektrischen Energie im Bundesstaat Victoria.
Die Kraftwerksanlage besteht aus zwei Einheiten, Loy Yang A und Loy Yang B mit einer Gesamtleistung von 3.150 MW. Loy Yang A, im Eigentum der Australian Gas Light Company und TEPCO, besteht aus vier Kraftwerksblöcken mit einer installierten Leistung von jeweils 525 MW. Loy Yang B, im Eigentum von International Power, weist zwei Kraftwerksblöcke mit jeweils 525 MW auf.
Die Braunkohle für den Betrieb wird aus einem nahegelegenen Tagebau gewonnen, in welchem vier Schaufelradbagger rund um die Uhr Braunkohle fördern. Pro Jahr werden für den Betrieb des Kraftwerks 30 Millionen Tonnen Kohle abgebaut. Der Tagebau wies im Jahr 2010 eine Tiefe von 200 m und eine Fläche von ca. 2 mal 3 km auf. Die Kohlevorkommen in der Region Latrobe Valley werden bei der aktuellen Förderrate auf rund 1.300 Jahre geschätzt. Der jährliche Ausstoß des gesamten Kraftwerkskomplexes wird auf 21,2 Millionen Tonnen Kohlendioxid (CO2) geschätzt, womit das Kraftwerk Loy Yang zu den größten CO2-Emittenten in Australien zählt.